# Glacera de Tsanfleuron
La glacera de Tsanfleuron, de vegades escrit Zanfleuron, és la glacera més gran del massís dels Diablerets, al cantó de Valais, Suïssa.

## Geografia
La glacera comença al cim dels Diablerets a 2.990 m d'altitud i flueix sobre un altiplà lleugerament inclinat cap a l'est al peu de la cara sud de l'Oldenhorn/Becca d'Audon. Es troba principalment en el territori de la comuna del Valais de Savièse. Al nord-oest, a través de l'ample coll de Tsanfleuron (2.816 m), està directament lligada a la petita glacera de l'Scex Rouge que baixa pel costat del cantó de Vaud. A l'est, és contigua amb la petita glacera de Diablerets.
El 1970 mesurava 3,7 km de longitud i la seva superfície era llavors de 3,81 km². El 2008, la seva superfície havia disminuït a 2,8 km² per a un volum de 100 milions de m³. El seu declivi és regular, pràcticament sense interrupcions des de l'inici de les mesures el 1884. Pel que fa al gruix, perd 1,4 m anuals de mitjana. A causa de la seva relativament baixa altitud i baix desnivell, reacciona fortament a les variacions climàtiques: durant l'últim màxim de la petita era glacial, cap al 1850, s'estenia per 7,19 km² i va baixar 3 km més cap avall. a l'est, gairebé fins al coll de Sanetsch. Al Segle XXI, amb l'escalfament global, fins i tot la part superior de la glacera ja no està coberta de neu durant molts estius. Això significa que la zona d'ablació s'estén ara per tota la glacera i que desapareixerà completament, cap al 2038 si continua la tendència actual.

## Zona periglacial
Els últims avenços de la glacera han deixat traces al paisatge. És sobretot el cas de la penúltima, fa aproximadament 12.000 anys en el moment del Dryas recent on es va produir una difluència al nivell del coll del Sanetsch i es va dividir en dues llengües, la una cap al sud i la vall de la Morge i l'altre cap al nord i la vall de la Sarine. Els dipòsits de la llengua sud han desaparegut, arrossegats per l'erosió, però els de la llengua nord han deixat una sèrie de hummocks, petits cons de pocs metres d'alt, riu amunt del llac de Sénin.
Les traces de l'últim avenç, el de 1850, són clarament visibles amb la forma d'un cinturó de morrenes.
Encara que situat sobre un terreny càrstic, una part de les aigües de fosa flueixen en superfície pel rierol del Lachon, nom donat al curs superior de la Morge. La part principal s'infiltra tanmateix a través moltes pèrdues i alimenta essencialment la font de Glarey (1.553 m d'altitud, pèrdua de 1500 l/s) a la vall de la Morge, captada parcialment des de 1990 per a l'aprovisionament en aigua potable de Conthey.
També subministra altres fonts: les aigües de la part alta s'uneixen a les fonts de Tschoetre (1.500 m, 500 l/s) a la vall del Lizerne, un altre afluent del Roine, mentre que les de la part nord es troben a la font del Sarine i, per tant, flueixen cap al mar del Nord ja que passen a la conca del Rin.

## Història
Una parella de Savièse (Valais), Marcelin i Francine Dumoulin, van desaparèixer al massís dels Diablerets l'agost de 1942, deixant enrere els seus set fills. La recerca realitzada per familiars i l'exèrcit no va poder trobar-los. De 40 i 37 anys, respectivament, l'home i la dona van anar a una pastura alpina del cantó de Berna per alimentar el seu bestiar. Els seus cossos momificats, perfectament conservats a la neu, van reaparèixer el juliol del 2017 a la superfície de la glacera, a prop d'un antic camí que unia el Valais amb el cantó de Berna. Al llarg de setanta anys, des de la desaparició de la parella, el gruix de la glacera ha disminuït en 45 m i la seva extensió en 200 m. Es va celebrar un funeral a Savièse el 22 de juliol de 2017 en presència de les dues filles encara vives, els nets i besnets i molta gent del poble. La parella està enterrada amb els seus cinc fills.

## Turisme
La glacera és equipada amb un telecadira i de tres telesquís. Un d'ells, de 2.300 m, és un dels més llargs d'Europa. El nom comercial del domini esquiable és « Glacier 3000 ». Obertes abans fins al mes de juliol, les pistes ara estan tancades de començament de maig a començament de novembre pel retrocés de la glacera de Transfleuron.
Com a conseqüència d'aquest retrocés, ara és possible observar i descobrir, al llarg d'un recorregut didàctic que porta a la cabana de Prarochet, una geomorfologia glacio-karstica excepcional. La glacera recobreix un lapiaz on se situen moltes cavitats, i sobretot l'avanç de la glacera.

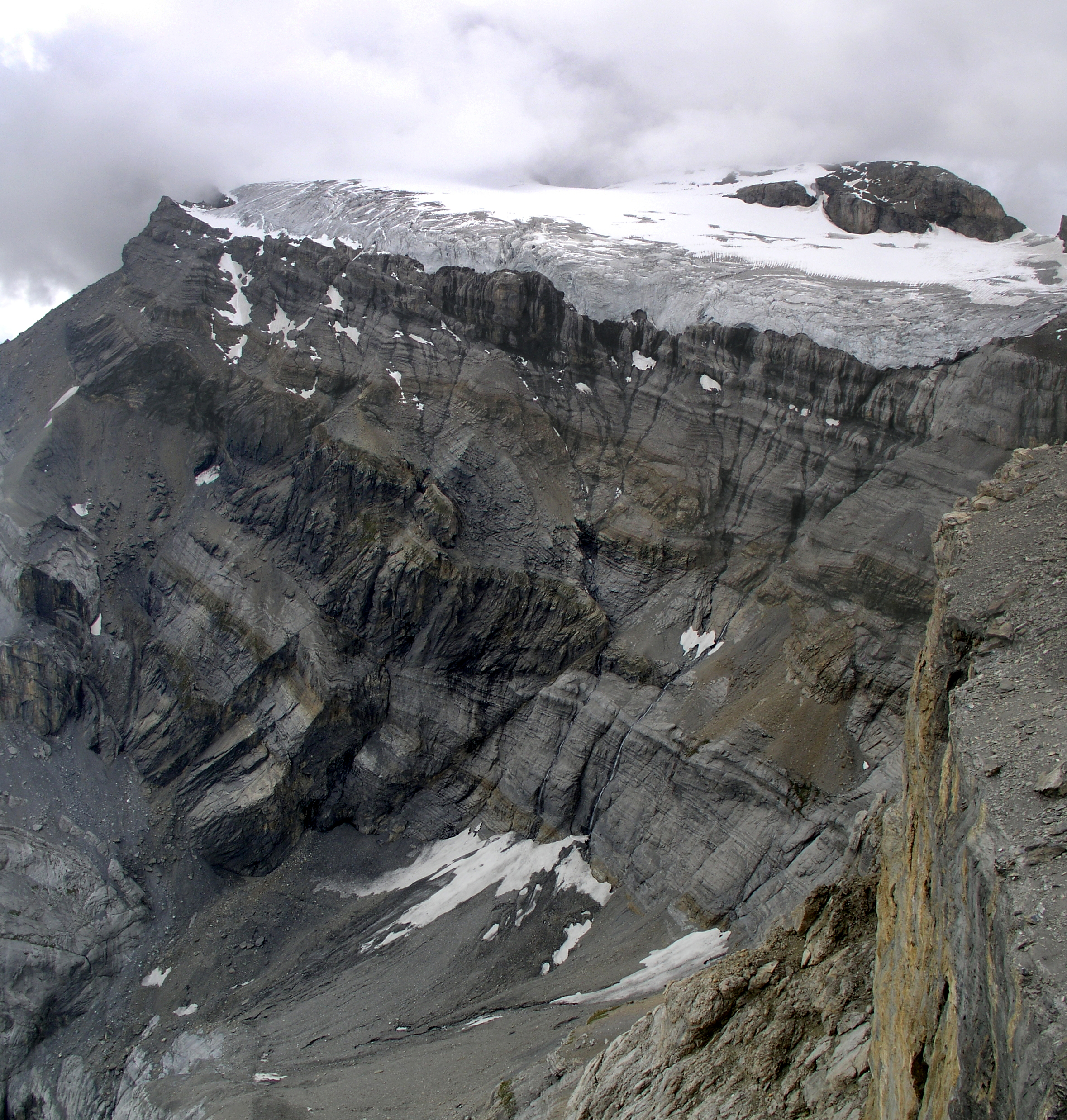
Vora meridional de la glacera
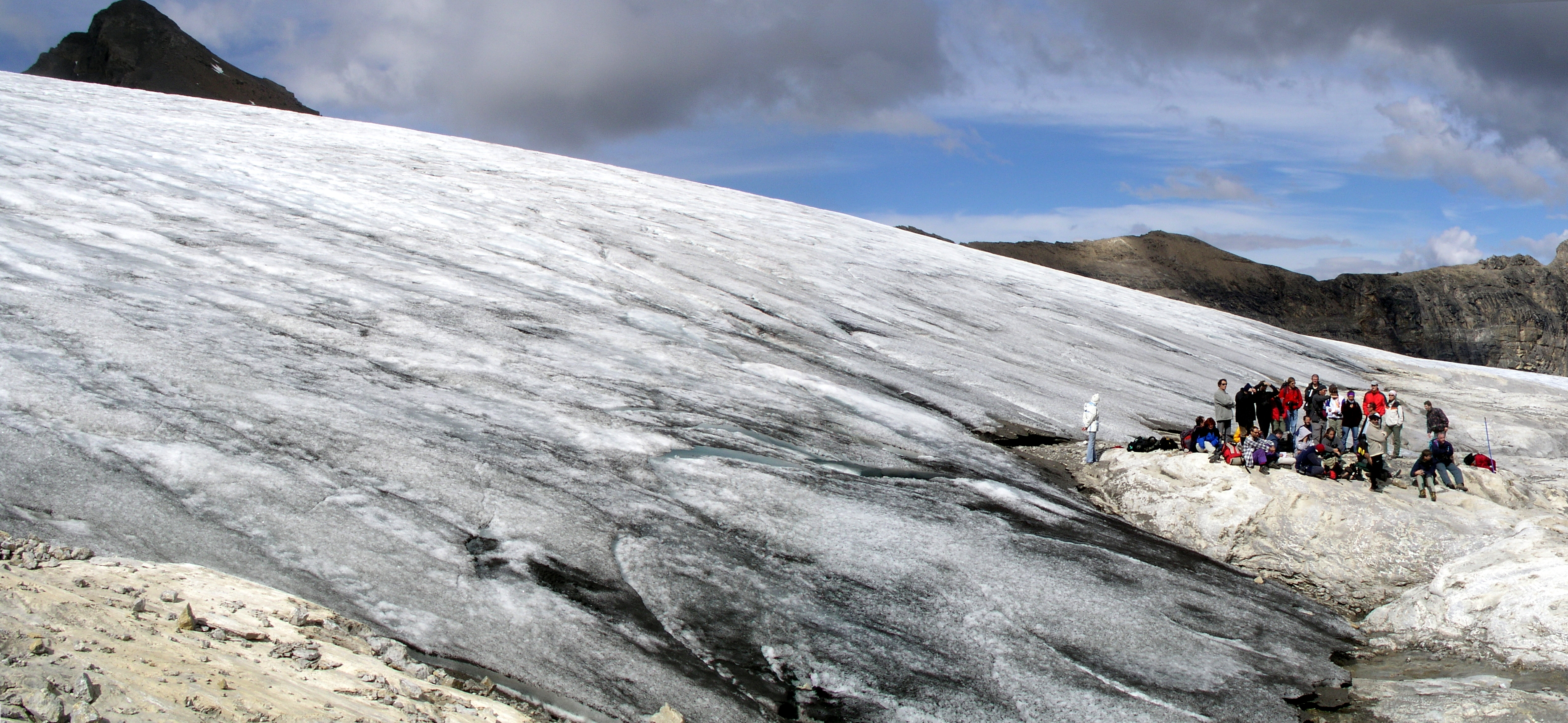
La glacera de Tsanfleuron dominada per l'Oldehore.
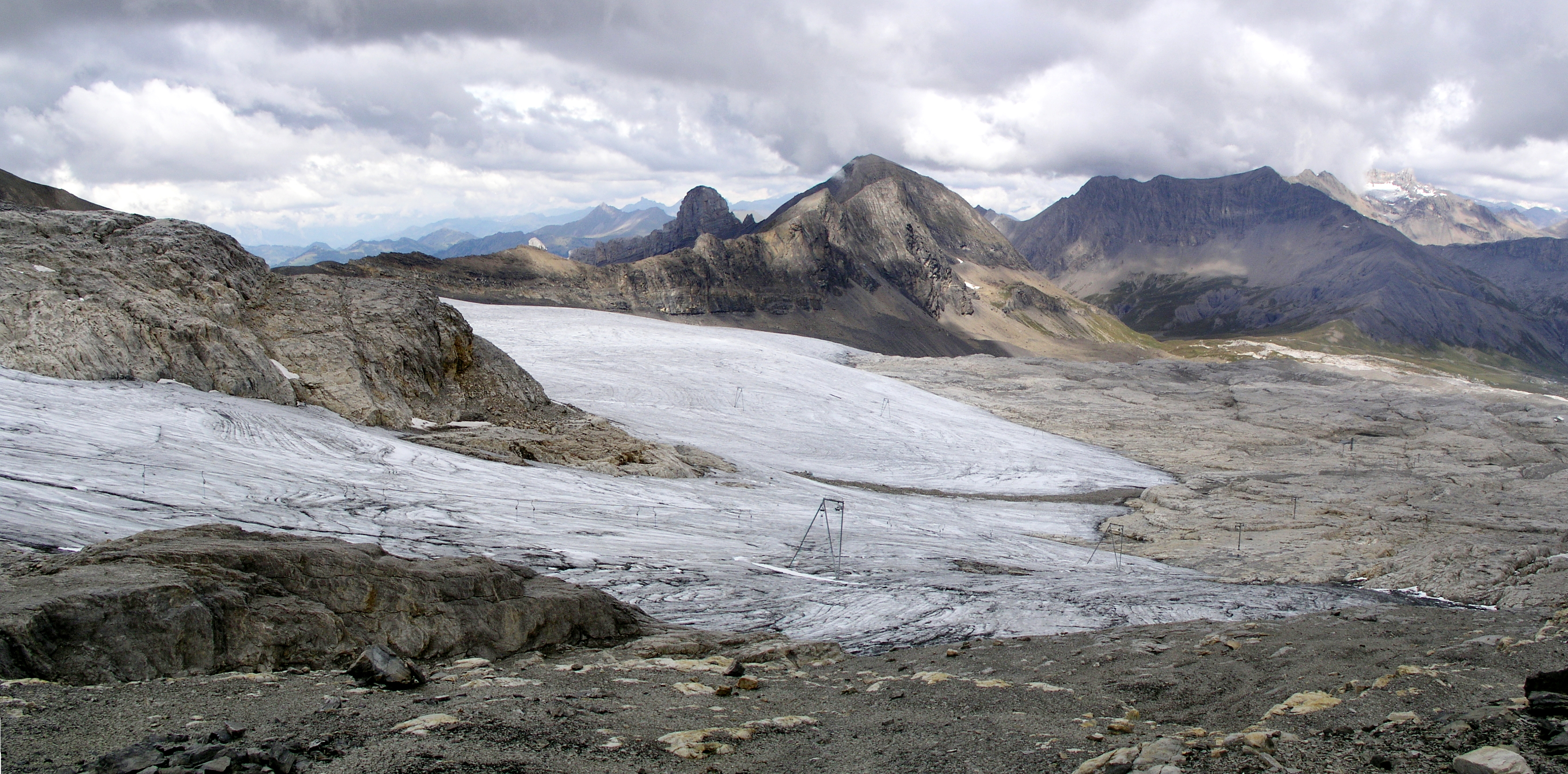
La glacera i els remuntadors mecànics.
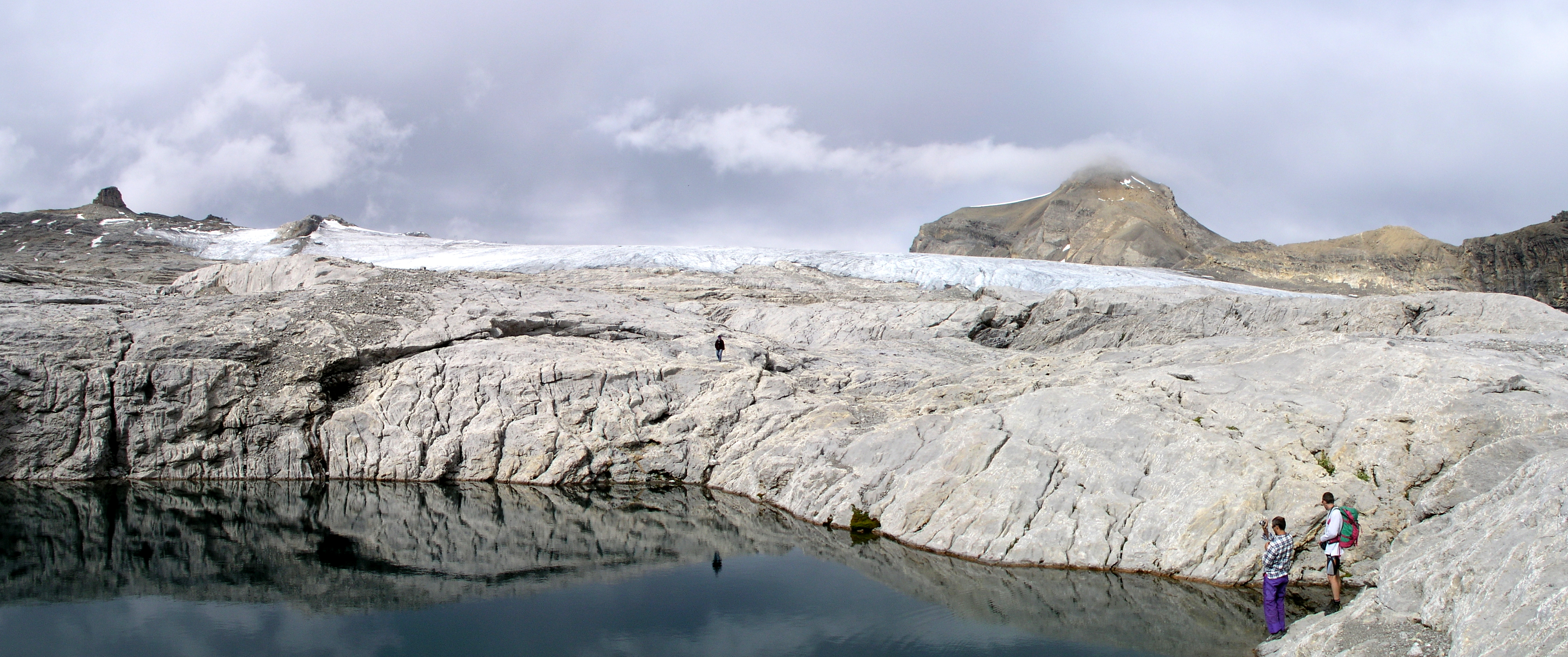
Llac a prop de la cabana de Prarochet ; al fons es percep la glacera
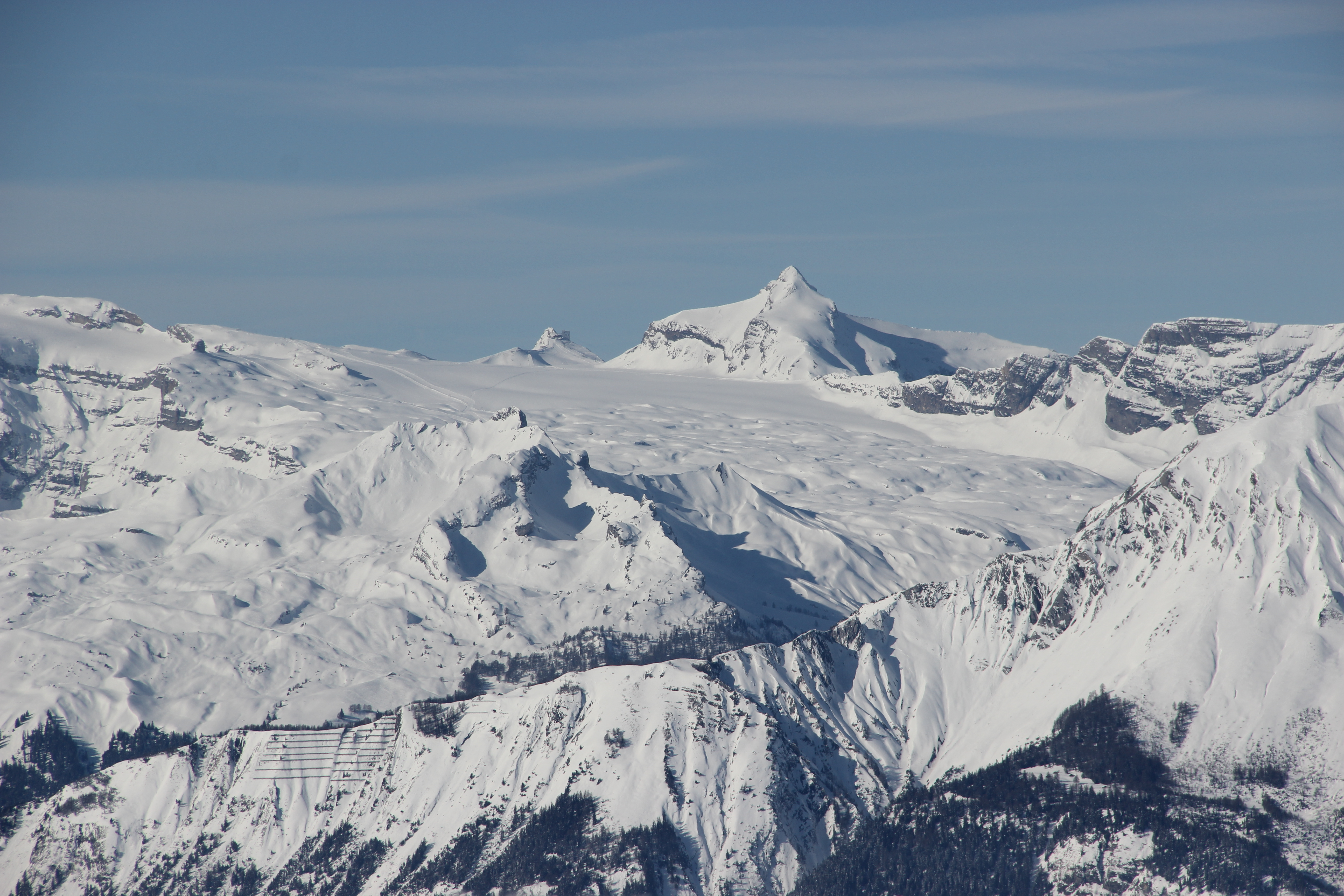
La Fava, el Sex Rouge, l'Oldehore i la glacera de Tsanfleuron.
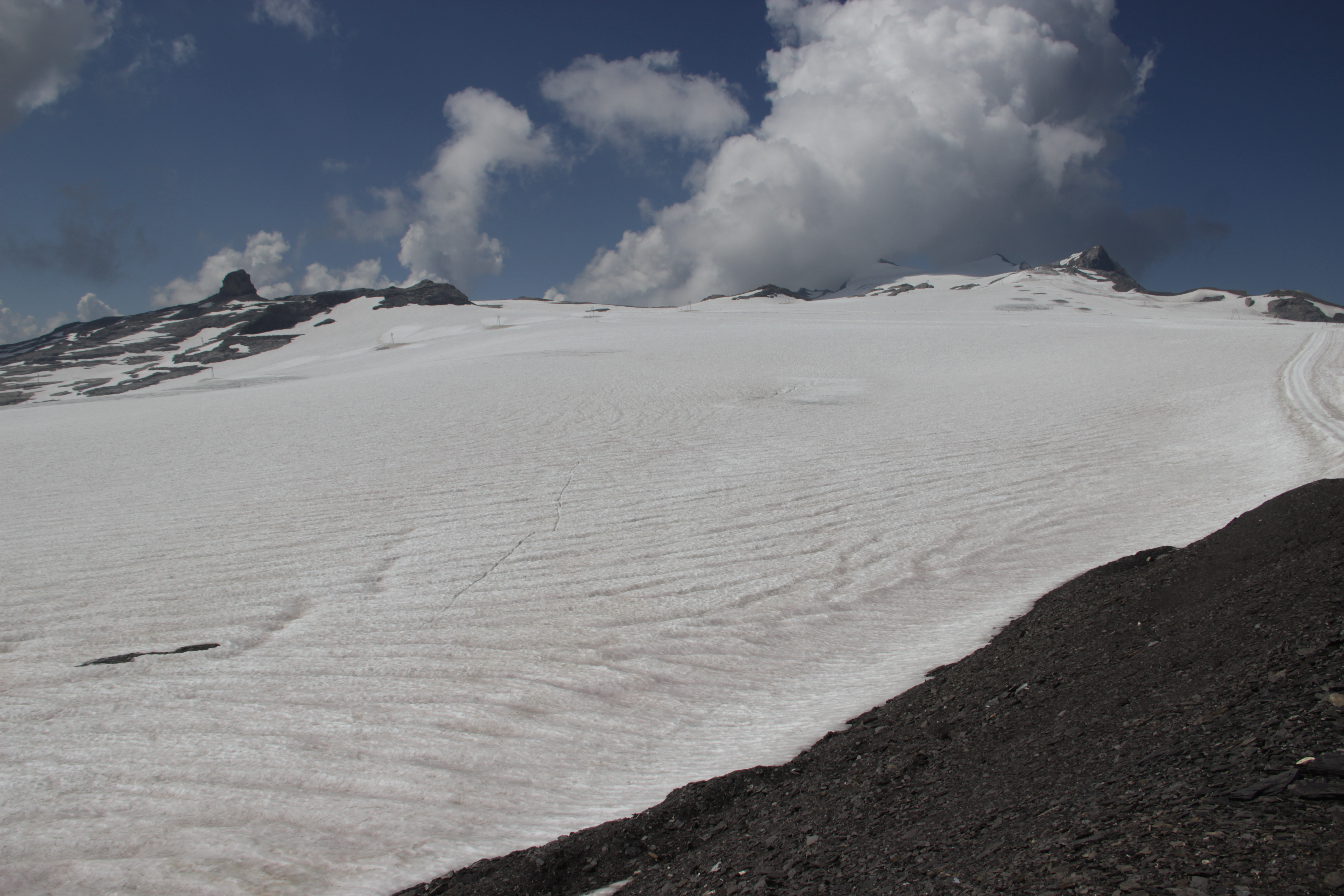
La glacera de Tsanfleuron
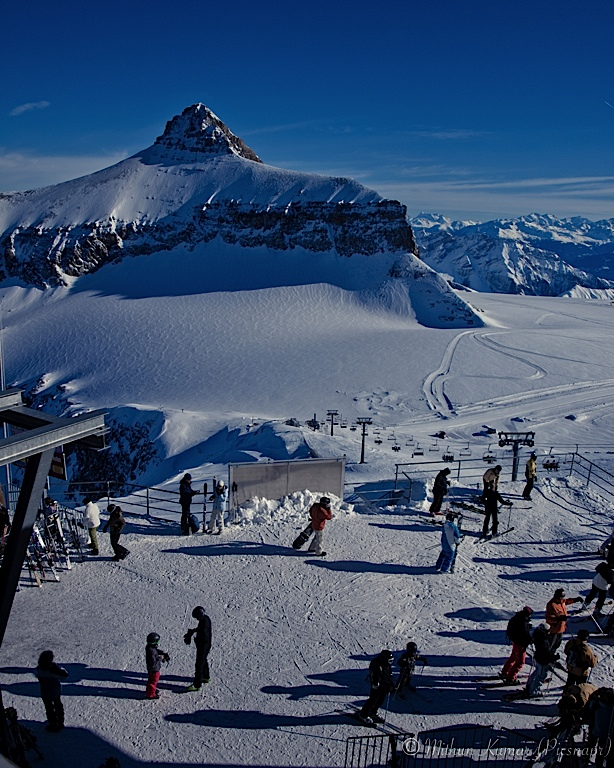
Les pistes d'esquí Glacier 3000.